# Benedykt Kraskowski

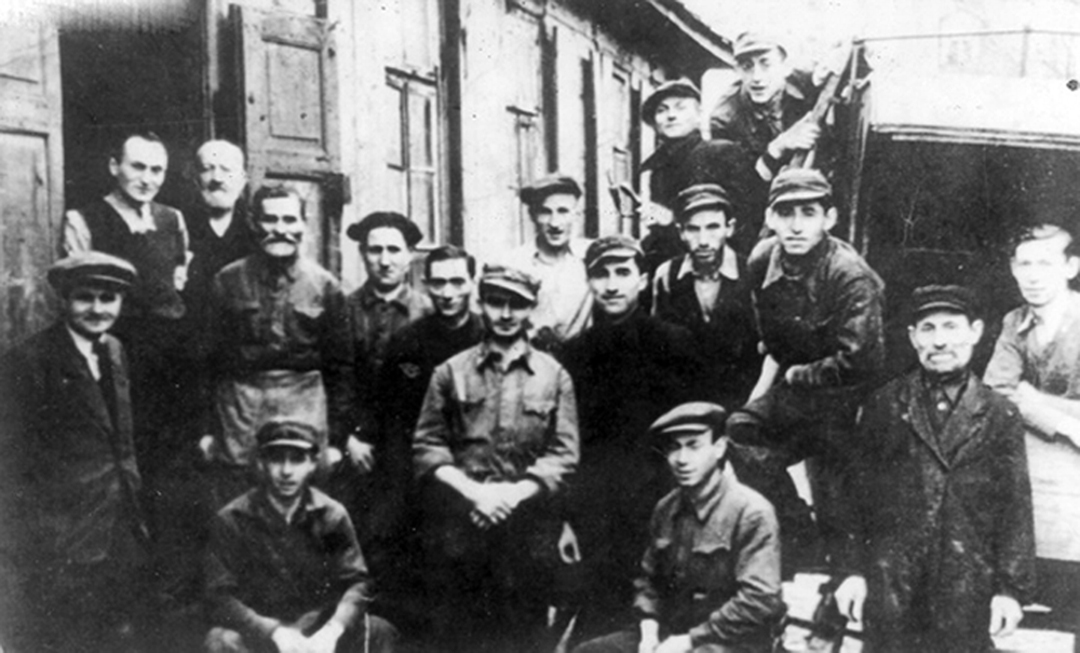
Benedykt Kraskowski (pierwszy z lewej) z grupą Żydów z getta

Benedykt Kraskowski (ur. 1904, zm. 1944) – Polak pochodzenia niemieckiego, był mieszkańcem Białej Podlaskiej. W czasie II wojny światowej zatrudnił w swoim zakładzie stolarskim Żydów przebywających w getcie w Białej Podlaskiej, na podstawie podrobionych dokumentów tożsamości. Tych, którzy chcieli dołączyć do podlaskich partyzantów, karmił i wspomagał finansowo.
Kraskowski został zamordowany przez nacjonalistów ukraińskich.
Pośmiertnie, 16 grudnia 1986, został uhonorowany tytułem Sprawiedliwy wśród Narodów Świata przez Instytut Jad Waszem.